# Ghiaccio-nove
(Citazione iniziale del libro)
Ghiaccio-nove, scritto anche come Ghiaccio nove (in lingua originale Cat's Cradle), è un romanzo di fantascienza pubblicato nel 1963 da Kurt Vonnegut.
Il testo ebbe un grande successo sia di pubblico che di critica; fra l'altro, nel 1971 valse a Vonnegut la laurea ad honorem in antropologia presso l'Università di Chicago e, nel 1964, una candidatura per il prestigioso Premio Hugo assegnato a opere della letteratura fantascientifica.

## Trama
John o Jonah è uno scrittore che ha deciso di scrivere un libro dal titolo Il giorno in cui il mondo finì, incentrato interamente sulla giornata del 6 agosto 1945, quando fu sganciata la bomba su Hiroshima, in Giappone. Il suo, però, vuole essere un resoconto su come alcuni scienziati responsabili dell'invenzione della bomba atomica trascorsero la giornata del 6 agosto 1945, appunto «il giorno in cui il mondo finì».
Le sue ricerche si concentrano su Felix Hoenikker, uno dei "padri" della bomba atomica, nonché Premio Nobel. Inizia così a rintracciare e contattare coloro che hanno conosciuto direttamente lo scienziato: dai bizzarri figli (Angela, altissima, Franklin, asociale e Newton, molto basso), al supervisore (Asa Breed) e a Miss Naomi Faust e Marvin Breed (rispettivamente la segretaria e il fratello del dottor Breed). Il quadro che ne viene fuori è quello di un uomo interamente votato alla scienza, completamente estraneo alla vita sociale, incapace di amare la moglie Emily e di piangere la sua morte, incapace di fare da padre ai suoi tre figli (sarà Angela, la primogenita, ad occuparsi dei fratelli). Da questa ricerca lo scrittore scopre anche qualcosa sull'ultima invenzione rivoluzionaria dello scienziato, nata in risposta alle pressanti richieste di un generale della Marina americana, il quale gli aveva chiesto di inventare qualcosa capace di solidificare il fango, così da non costringere i marines a combattere nella melma.
L'idea, come si viene a sapere in seguito, gli era venuta proprio il giorno dello sgancio della bomba, "giocherellando" a ripiglino con uno spago (e più precisamente quando forma la figura chiamata "cesta del gatto", da cui il significato del titolo originale "Cat's Cradle"). Da lì l'invenzione del "ghiaccio-nove": un «seme», ovvero una microparticella in grado di cristallizzare e congelare istantaneamente l'acqua (portandone il punto di fusione a 114 °F, ossia 45,556 °C) e potenzialmente in grado, con una reazione a catena, di propagare questa proprietà a tutta l'acqua del pianeta, con conseguenze catastrofiche. Alla morte dello scienziato i tre figli si spartiscono l'invenzione, conservando ognuno una scheggia di "ghiaccio-nove".
Nella seconda parte del libro il protagonista, Angela Hoenikker, Newton Hoenikker e altri personaggi si trovano casualmente sullo stesso aereo per raggiungere la Repubblica di San Lorenzo, un'isola nel Mar dei Caraibi. Si scopre così che sull'isola abita ormai da diverso tempo uno dei figli dello scienziato: Franklin Hoenikker, ora generale di divisione (nonché ministro della Scienza e del Progresso della Repubblica di San Lorenzo) al soldo di "Papa" Monzano, il dittatore dell'isola caraibica alla continua caccia del santone Bokonon, la cui religione era tanto perseguita quanto seguita (nonostante la paura della punizione del "gancio").
"Papa" Monzano è malato e nei suoi ultimi giorni di vita nomina come nuovo presidente dell'isola il protetto Frank Hoenikker. Costui, però, non sentendosi adatto alla carica, propone la nomina allo scrittore che, dopo un iniziale tentennamento, accetta. Nel frattempo "Papa" Monzano, deciso ad accelerare la sua morte (che lo avrebbe finalmente liberato dalle atroci sofferenze del cancro), non vede altra soluzione che ingerire la scheggia di "ghiaccio-nove" consegnatagli da Frank al suo arrivo sull'isola. Subito si pietrifica e con lui chiunque lo tocchi. Scoperta la pericolosa situazione, il protagonista, Angela, Frank e Newt si armano di «ramazze, palette, saldatore, fornello, secchi» per ripulire in maniera sicura la stanza lasciando il corpo in attesa di essere bruciato su una pira funeraria pubblica. Eliminata ogni traccia di "ghiaccio-nove", il gruppo si reca sul bastione del castello (residenza del dittatore) per assistere alla cerimonia commemorativa annuale in onore dei "cento martiri della democrazia". Durante l'evento assistono, però, allo scontro di uno degli aerei della parata contro il bastione, provocandone il crollo e trascinando in mare anche il corpo di "Papa" Monzano. L'impatto con la superficie marina provoca l'immediato congelamento delle acque, a cui segue la formazione di una serie di tornadi.

In questa scena apocalittica i pochissimi sopravvissuti dovranno ricominciare ad adattarsi alle nuove condizioni climatiche estreme: 

## Personaggi
Io narrante: uno scrittore di nome John (conosciuto anche come Jonah) intento a scrivere un libro sulla giornata in cui venne sganciata la bomba atomica su Hiroshima, dal titolo «Il giorno in cui il mondo finì». Le ricerche per la raccolta del materiale lo porteranno a conoscere i figli e i colleghi di Felix Hoenikker, uno degli ideatori dell'ordigno.
Felix Hoenikker: uno dei "padri" della bomba atomica. Scienziato, uomo eccentrico e vincitore di un premio Nobel, Felix Hoenikker è anche l'inventore del "ghiaccio-nove", una microparticella in grado di legare gli atomi dell'acqua in maniera da causarne il congelamento istantaneo. L'invenzione nasce in risposta alla richiesta di un generale della marina americana di ideare qualcosa in grado di solidificare il fango (e facilitare così il combattimento ai marines). L'idea gli viene "giocando" con uno spago a ripiglino e formando la figura chiamata "cesta del gatto". L'invenzione è molto pericolosa: il suo uso sbagliato può, infatti, causare la distruzione di ogni forma di vita su tutta la Terra. Muore la vigilia di Natale seduto sulla poltrona del suo cottage a Cape Cod, mentre stava sperimentando il "ghiaccio-nove".
Emily Hoenikker: moglie di Felix Hoenikker. Nonostante il carattere ermetico dello scienziato, lei si innamora di lui e lo sposa perché «diceva che la sua mente era sintonizzata sulla musica più bella che ci sia, la musica delle stelle». Incinta del terzo figlio, Emily ha un incidente d'auto che le procura una frattura al bacino. Muore nel dare alla luce il piccolo Newton.
Frank Hoenikker: secondogenito di Felix Hoenikker. Fin da bambino dimostra più curiosità verso la scienza, più spirito creativo e intelligenza degli altri fratelli. È quello che più somiglia al padre. Raggiunta l'isola di San Lorenzo (nel Mar dei Caraibi), riesce a guadagnarsi la fiducia del dittatore dell'isola, "Papa" Monzano, consegnandogli la scheggia di "ghiaccio-nove" che portava con sé. Diventa così generale di divisione, nonché ministro della Scienza e del Progresso dell'isola. Viene nominato nuovo presidente dal dittatore in persona in punto di morte, ma lui cede la carica al protagonista scrittore.
Newton Hoenikker: ultimogenito dello scienziato Felix Hoenikker. È «non più alto di un portaombrelli» e ama dipingere. Possiede una scheggia di "ghiaccio-nove" e la conserva in un thermos.
Angela Hoenikker: primogenita di Felix Hoenikker e apprezzabile clarinettista. È la figura di riferimento per i suoi fratelli (Frank e Newt) da quando la madre morì in un incidente stradale. È sposata con Harrison C. Connors. Anche lei, come i fratelli, possiede una scheggia di "ghiaccio-nove", che conserva in un thermos.
Bokonon: santone il cui vero nome risponde a Lionel Boyd Johnson. È cofondatore della Repubblica di San Lorenzo (assieme a Earl McCabe) e creatore di una religione, il Bokononismo, di cui chiede a McCabe la messa al bando per richiamare più proseliti.
Earl McCabe: cofondatore della Repubblica di San Lorenzo (assieme a Bokonon). Disertore dei marines naufraga sull'isola di San Lorenzo, di cui diviene il dittatore.
"Papa" Monzano: dittatore della Repubblica di San Lorenzo. È all'eterna caccia di Bokonon, ma la sua è una ricerca fittizia: egli stesso, infatti, è un fervente seguace del bokononismo. Malato di cancro, nomina presidente dell'isola Franklin Hoenikker, per poi ingoiare la scheggia di "ghiaccio-nove" e accelerare così la sua morte. È anche il padre adottivo di Mona Monzano.
Mona Aamos Monzano: figlia adottiva di "Papa" Monzano. È destinata a divenire la moglie del presidente dell'isola (prima di Frank Hoenikker e poi dello scrittore). Si suicida ingerendo consapevolmente il "ghiaccio-nove".
Julian Castle: è un magnate americano dello zucchero stabilitosi nella Repubblica di San Lorenzo. Il protagonista del libro si reca sull'isola proprio per intervistarlo.
H. Lowe Crosby: produttore di biciclette. Il protagonista lo incontra sull'aereo per l'isola di San Lorenzo, dove Crosby intende avviare un nuovo business di biciclette.
Hazel Crosby: moglie di H. Lowe Crosby. Ogni volta che incontra un hoosier (abitante dell'Indiana) gli chiede di essere chiamata "mamma".
Philip Castle: figlio di Julian Castle, e direttore dell'albergo turistico "Casa Mona" sull'isola di San Lorenzo.
Horlick Minton: il nuovo ambasciatore di San Lorenzo.
Claire Minton: moglie dell'ambasciatore Minton.

## Influenze culturali
- Nella serie televisiva Person of Interest, "Ice 9" è un virus informatico usato dal protagonista Harold Finch nelle ultime due puntate dell'ultima stagione.
- Joe Satriani ha scritto un brano intitolato Ice 9 ("Ghiaccio 9").
- La casa editrice dei Grateful Dead si chiama Ice Nine Publishing.
- Il ghiaccio-nove viene citato nel film La regola del sospetto diretto da Roger Donaldson (2003), dove con questo nome si identifica un virus informatico che uno dei personaggi tiene nascosto in un thermos (esattamente lo stesso nascondiglio usato da Angela e Newt Hoenikker per le loro schegge di ghiaccio-nove).
- Nel film The Family Man, diretto da Brett Ratner (2000), il protagonista Jack Campbell riceve dalla sua ex fidanzata Kate Reynolds una scatola contenente degli oggetti che gli appartenevano. Tornando a casa, in preda all'angoscia, estrae una bottiglia di profumo, poi uno yo-yo e successivamente un libro: "Cat's Cradle" (Ghiaccio-nove).
- Nella visual novel 999: Nine Hours, Nine Persons, Nine Doors si fa riferimento al ghiaccio-nove, che sembra sia un riferimento alla sostanza del libro che alla sostanza realmente esistente Ghiaccio IX.

## Edizioni
- Kurt Vonnegut, Ghiaccio nove, Milano, Rizzoli, 1966  [1963],  p. 207.
- Kurt Vonnegut, Ghiaccio-nove, Urania n. 1383, Milano, Mondadori, 2000  [1963],  p. 211.
- Kurt Vonnegut, Ghiaccio-nove, traduzione di Delfina Vezzoli, collana Urania, 1ª ed., Milano, Feltrinelli, aprile 2008  [1963],  p. 216, ISBN 978-88-07-72027-7.